# Vay Ádám utca
Vay Ádám utca est une rue de Budapest, située dans le quartier de Népszínház (8e arrondissement), nommée en l'honneur d'Adam Vay, homme politique et militaire hongrois du XVIIe siècle.